# André Simon
 André Simon  va ser un pilot de curses automobilístiques francès que va arribar a disputar curses de Fórmula 1.
André Simon va néixer el 20 de gener del 1920.

## A la F1
Va debutar a la segona temporada de la història del campionat del món de la Fórmula 1, l'any 1951, disputant l'1 de juliol del 1951 el GP de França, que era la quarta prova de la temporada.
André Simon va participar en dotze curses puntuables pel campionat de la F1, disputats en cinc temporades diferents, 1951 - 1952 i 1955 - 1957.

## Resultats a la Fórmula 1
| Any  | Equip                     | Xassís   | Motor    | 1       | 2       | 3   | 4       | 5       | 6       | 7     | 8       | Posició | Punts |
| ---- | ------------------------- | -------- | -------- | ------- | ------- | --- | ------- | ------- | ------- | ----- | ------- | ------- | ----- |
| 1951 | Equipe Gordini            | Gordini  | Gordini  | SUI     | 500     | BEL | FRA Ret | GBR     | ALE Ret | ITA 6 | ESP Ret | -       | 0     |
| 1952 | Scuderia Ferrari          | Ferrari  | Ferrari  | SUI Ret | 500     | BEL | FRA     | GBR     | ALE     | HOL   | ITA 6   | -       | 0     |
| 1955 | Daimler Benz AG           | Mercedes | Mercedes | ARG     | MON Ret | 500 | BEL     | HOL Ret |         |       |         | -       | 0     |
| 1955 | Officine Alfieri Maserati | Maserati | Maserati |         |         |     |         |         | GBR Ret | ITA   |         | -       | 0     |
| 1956 | André Simon               | Maserati | Maserati | ARG     | MON     | 500 | BEL     | FRA Ret | GBR     | ALE   |         | -       | 0     |
| 1956 | Equipe Gordini            | Gordini  | Gordini  |         |         |     |         |         |         |       | ITA 9   | -       | 0     |
| 1957 | Scuderia Centro Sud       | Maserati | Maserati | ARG     | MON NVS | 500 | FRA     | GBR     | ALE     | PES   |         | -       | 0     |
| 1957 | Ottorino Volonterio       | Maserati | Maserati |         |         |     |         |         |         |       | ITA 11* | -       | 0     |

### Resum
| Curses: | Victòries: | Pòdiums: | Poles: | Voltes ràpides: | Punts: |
| ------- | ---------- | -------- | ------ | --------------- | ------ |
| 12      | 0          | 0        | 0      | 0               | 0      |